# ريتشلاند (مقاطعة راسك)
ريتشلاند، مقاطعة راسك (بالإنجليزية: Richland, Rusk County, Wisconsin)‏ هي بلدة تقع بولاية ويسكونسن في الولايات المتحدة. تبلغ مساحتها 60 (كم²)، وترتفع عن سطح البحر 399 م، بلغ عدد سكانها 206 نسمة في عام 2000 حسب إحصاء مكتب تعداد الولايات المتحدة وتصل الكثافة السكانية فيها 3.5 نسمة/كم2.

## وصلات خارجية
- The US50 - Cities and Towns in Wisconsin State
- Wisconsin Cities and Towns, Facts, Map, Flag, Colleges, Government, and More